# Capanna Alpe di Nimi
La capanna dell'Alpe di Nimi è un rifugio alpino situato nel comune di AvegnoGordevio (Svizzera), nel canton Ticino, nella Valle di Gordevio, nelle Alpi Lepontine, a 1.718 m s.l.m.

## Caratteristiche e informazioni
La capanna è disposta su un due piani, con refettorio unico per un totale di 15 posti. Sono a disposizione due piani di cottura, uno a legna e uno a gas, completi di utensili di cucina. I servizi igienici e l'acqua corrente sono all'interno dell'edificio. Il riscaldamento è a legna. L'illuminazione è prodotta da pannelli solari. I posti letto sono suddivisi in un'unica stanza.

## Accessi
- Gordevio 334 m - Gordevio è raggiungibile anche con i mezzi pubblici. - Tempo di percorrenza: 4,30 ore - Dislivello: 1.500 metri - Difficoltà: T2
- Maggia 332 m - Maggia è raggiungibile anche con i mezzi pubblici. - Tempo di percorrenza: 4,30 ore - Dislivello: 1.500 metri - Difficoltà: T2
- Cimetta 1.671 m - Cimetta è raggiungibile con la seggiovia da Cardada. - Tempo di percorrenza: 6 ore - Dislivello: 100 metri - Difficoltà: T3
- Lavertezzo 536 m - Lavertezzo è raggiungibile anche con i mezzi pubblici. - Tempo di percorrenza: 6 ore - Dislivello: 1.100 metri - Difficoltà: T3

## Escursioni
- Laghetto d'Orgnana (1.872 m)  - Tempo di percorrenza: 2 ore - Dislivello: 150 metri - Difficoltà: T3.

## Traversate
- Alpe Masnee 2 ore
- Capanna Monti di Lego 5 ore